# 노동력 임시직화
노동력 임시직화(workforce casualisation)는 고용 형태가 전일제(full-time; 상근) 및 정규직(permanent positions)의 우세에서 시간제(casual) 및 계약직(contract positions)의 우세로 이동하는 과정을 말한다.

## 같이 보기
- 변화관리
- 긱 경제
- 프레카리아트
- 불안정 노동
- 비정규직

1. ↑  Thompson, Derek (July–August 2015). “A World Without Work”. 《The Atlantic》. 2019년 10월 19일에 확인함.